# 레이튼 교수와 최후의 시간여행
레이튼 교수와 최후의 시간여행(일본어: レイトン教授と最後の時間旅行, 영어: Professor Layton and the Unwound Future)은 일본의 게임 회사 레벨 5가 개발한 닌텐도 DS용 게임으로 일본에서는 2008년 11월 27일 발매되고 미국에서는 2010년 9월 12일에 발매되었다.

## 스토리
레이튼 교수는 미래의 루크에게서 온 한 통의 편지를 받는다. 
| “ | 교수님, 도와주세요. 지금 런던에 큰일이 생겼어요. 반드시 선생님의 도움이 필요합니다. 저는 교수님이 있는 시간대에서 10년 뒤의 미래에 있습니다. 즉 미래의 런던에 있는 것이죠. 믿겨지지 않으시나요? 어쨌든 폴트윈의 미드렌트 3번지에 있는 시계점으로 와 주세요. 반드시 와 주세요. 기다리고 있겠습니다. 친애하는 레이튼 교수님께 | ” |

이를 본 레이튼 교수와 루크는 미드렌트 3번지의 시계점으로 간다. 그 후,레이튼과 루크의 수수께끼 시간여행이 시작된다.

## 등장인물

### 주인공 일행
- 허셜 레이튼 : 그레센헬러 대학의 고고학자. 과거 연인인 클레어를 잊지 못하고 있다.
- 루크 트라이튼 : 자칭 레이튼 교수의 조수이자 제자. 부모님이 미국으로 이민가 레이튼과 헤어지는 것을 남몰래 슬퍼하고 있다.
- 플로라 라인포드 : 라인포드 가의 영애. 자신을 두고 간 레이튼과 루크를 쫓아 10년 후의 미래로 온다.
- 청년 루크 : 10년 후의 루크. 타락한 미래의 레이튼을 막아달라며 과거의 레이튼에 편지를 보낸 장본인. 시간을 혼란스럽게 하지 않기 위해 현재의 런던에는 동행할 수 없다.
- 돈 파올로 : 아란 디미트리에게 고용되어 (미래의)데르모나 학장, 슈레이더 박사로 변장하여 레이튼을 감시하고 있었으나 얼마 지나지 않아 들키고 10년전 '다차원 물리연구소 폭발 사건'의 진실을 알기 위해 레이튼에 협력한다.
- 사리아스 폴리 : 레이튼의 연인 클레어 폴리의 동생. 언니의 죽음의 진실을 밝히기 위해 레이튼과 협력한다.
- 앵무새 : 루크가 새로 사귄 친구.

### 경찰
- 체르미 경감: 스코를랜드 야드의 형사. 범죄자에게는 호랑이 형사로 유명하지만 의외로 애처가. 바튼을 아낀다.
- 바튼: 체르미 경감의 조수. 나이든 얼굴이지만 의외로 27세.

### 현재
- 데르모나 학장: 그레센헬러 대학의 학장.
- 로제타: 그레센헬러 대학의 학생. 레이튼을 짝사랑하고 있다.
- 빌 호크: 영국의 수상. 스턴건 박사의 타임머신 발표회에서 피실험자로 참가하지만 실험 실패 이후 실종된다.
- 스턴건: 정체불명의 과학자. 실험 실패 이후 조수들과 함께 실종된다.

### 10년 전의 과거
- 클레어 폴리: 물리과학자이자 레이튼의 연인. 하지만 '다차원 물리연구소 폭발 사건'때 피실험자로 목숨을 잃었다.
- 크라우스 알바트로: 나이는 13세. '다차원 물리연구소의 폭발 사건'때 부모를 잃고 입양된다.
- 빌 호크: 아란 디미트리와 함께 타임머신을 연구하던 과학자. 기업에서 제공한 거액의 돈에 눈이 멀어 미완성인 타임머신에 클레어를 태워 실험을 강행하다가 타임머신은 폭발하고 그 역시 중상을 입는다. 하지만 기업에서 제공한 돈으로 그는 이 사건을 은폐한다. 이후 정치인으로 승승장구하여 영국 수상의 자리에 오른다.
- 디미트리 앨런: 빌 호크와 함께 타임머신을 연구하던 과학자. 남몰래 클레어를 짝사랑하고 있었다. 실험 직전 타임머신의 결함을 발견하고 실험을 중지하러 가지만 이미 늦었고, 이로 인해 빌 호크에게 앙심을 품는다.
- 허셜 레이튼: 그레센헬러 대학 최연소 교수. 클레어가 자신에게 실크햇을 선물해준 그날 클레어를 잃는다. 이후 이 큰 사건이 은폐된 것에 이상함을 느끼고 개인적으로 조사하지만, 누군가에게 습격당해 1개월 동안 의식을 잃고, 그동한 모은 자료도 모두 사라져버린다. 이후 자신이 이래봤자 클레어는 돌아오지 않는다는 사실을 깨닫고, 그녀를 마음에 품은 채로 살아가게 된다.
- 돈 파올로: 슈레이더 박사의 제자. 자신이 짝사랑하는 클레어와 레이튼이 대학에서 애정행각하는 것을 본 그는 분노해서 머리스타일도 지금처럼 되버리고 평생 복수를 다짐하게 된다.

### 10년 후의 미래
- 미래의 레이튼: 런던의 암흑가를 지배하고 있는 남자. 10년 전에 비하면 완벽하게 타락한 인물.
- 보스토르: 디미트리의 부하.
- 갱: 패밀리의 말단 조직원. 수시로 보스토르에게 잔소리를 듣는다.
- 나조리누: 나조바의 손녀. 여행을 떠난 나조바를 대신에 수수께끼를 모은다.
- 나조비: 벌. 나조꽃에서 수수께끼를 모은다. 나중에 나조리누에게 파리채로 잡힌다.
- 마우이: 지하동굴을 탐험하다가 이곳으로 들어왔다.
- 수염머플러: 어떻게 된 건지 현재의 런던과 10년 후의 런던을 자유롭게 넘나든다.
- 패밀리: 10년 후의 런던에 있는 조직. 미래의 레이튼을 수장으로 해서 10년 후의 런던을 지배하고 있다.
- 잭, 사마리: 시계점의 점주. 보스토르가 이곳을 마구 헤집어 놓은 뒤부터 패밀리에 반감을 가지고 있다. 작중 레이튼 일행과 협력한다.
- 봇치: 레이튼 일행의 연락 담당자. 집배원의 모습을 하고 있다.

## 지역

### 현재의 런던
- 그레센헬러 대학
- 스코틀랜드 야드: 경찰서
- 미드랜드 대로: 이곳에 있는 시계점에서 10년 후의 런던으로 갈 수 있다.
- 버스정류장: 미드랜트 대로/그레센헬러 대학/스코틀랜드 야드 3가지 정류장이 있으며, 정류장을 터치해서 원하는 곳으로 이동할 수 있다.

### 미래의 런던
- 그린병원: 슈레이더 박사가 입원해 있다.
- 차이나타운 : 미래의 레이튼의 본거지.
- 육각탑: 패밀리의 본부.
- 플라트스톤 대로
- 템즈 강: 강 중앙에 정체모를 등대가 세워져 있다.
- 등대: 정체모를 등대. 강 중앙에 세워져 있어 배의 통행을 방해하고 있으며, 완전 자동화된 등대임에도 불구하고 사람을 두어 관리하는 수상한 등대.
- 연구시설: 템즈 강 건너 있는 연구시설. 타임머신과 병기가 제작되고 있다. 패밀리가 강을 건널 수 있는 수단을 모두 가지고 있는 바람에 정상적인 경로로는 못 가지만, 패밀리가 폐쇄시킨 지하터널로 갈 수 있다.
- 시계점: 현재/미래의 런던으로 자유롭게 이동할 수 있는 통로. 13장 광기의 요새 이후로는 현재/미래의 런던으로 이동할 수 없다.
- 바 루스: 강변에 있는 술집.
- 지하철역: 오클랜드/플라트스톤 대로/차이나타운 세가지 역으로 되어 있으며, 매표소를 클릭해서 원하는 역으로 갈 수 있다. 플라트스톤과 차이나타운은 굳이 지하철을 타지 않아도 걸어서 갈 수 있지만, 오클랜드 대로는 걸어서는 갈 수 없다.
- 지하터널: 템즈 강 양쪽을 연결하는 지하터널. 오랬동안 폐쇄되어 누수가 일어나 바닥이 물로 흥건하다.
- 기믹타워: 13부 광기의 요새에서 갈 수 있는 곳. 다수의 포대와 커다란 다리로 이루어진 이동요새.
- 비행 기계: 돈 파올로의 비행 기계. 기믹타워와 미래의 런던을 오갈 수 있다.

## 구성

### 서장: 미드렌트 거리
- 스턴건 박사의 실험에 참관한 레이튼과 루크. 하지만 그들의 눈앞에서 폭발 사고가 일어나고, 수상을 비롯한 다수의 사람이 사라진다. 이후 레이튼에게 미래의 루크라고 주장하는 자의 편지가 오고, 둘은 미드렌트 거리의 시계점으로 향하게 된다. 시계점에 들어간 레이튼 일행은 매우 커다란 시계를 목격하고, 사마리와 자크를 만난다. 이후 커다란 시계가 작동하면서 시계점이 흔들리고 놀란 레이튼 일행이 밖으로 나왔을 때 거리의 모습은 달라져 있었다.

### 제 1장: 여기는 미래?
- 방금 전과 달라진 모습에 매우 놀란 레이튼과 루크. 일단은 주변에 있는 사람들에게 물으면서 조사를 시작하지만, 마을 사람들은 레이튼의 모습에 겁을 먹고 대화를 하지 않는다. 방금 전의 버스정류장을 나온 레이튼과 루크는 버스정류장이 사라진 것과 벽에 붙여진 종이의 날짜가 지금부터 5년 후라고 적힌 것에 놀란다. 이때 봇치를 만나 미래의 루크를 자칭하는 남자의 편지를 받고, 오클랜드 대로의 그린병원 312호실로 향한다. 하지만 버스정류장이 사라져 곤란해하던 차에 플라트스톤 대로에 지하철이 있다는 정보를 알아내고, 바로네트 호텔의 베키로부터 지하철이 있는 장소를 알아낸다. 지하철역으로 향하던 도중, 마을 곳곳에 '갱'들이 있는 것을 보고 레이튼과 루크는 이상하게 생각하고, 우즈로부터 10년 후의 런던은 패밀리가 지배하고 있으며 경찰은 힘을 잃은지 오래라는 이야기를 듣는다. 지하철역으로 오클랜드로 이동한 레이튼 일행은 그린병원 312호실에서 앤드류 슈레이더 박사를 만나고, 그로부터 레이튼모빌의 열쇠를 받는다. 하지만 자동차에 시동이 걸리지 않아 난감해하던 차에 차 안에서 미래의 루크를 자칭하는 자의 편지를 찾아내고, 편지에 와달라고 부탁한 장소인 플라트스톤 대로의 넘버 7으로 향한다.

### 제 2장: 루크를 자칭하는 사내
- 플라트스톤 대로로 다시 돌아온 레이튼 일행. 넘버 7으로 향하던 도중 레이튼은 어떤 여자를 보고 자신의 옛 연인이었던 클레어를 떠올리지만, 그녀가 살아있을리 없다고 생각하고 떨쳐버린다. 카지노 넘버 7에 도착한 레이튼 일행은 미래의 루크를 만나지만 그의 도전을 받고 수수께끼 대결을 펼친다. 대결에서 이긴 레이튼은 미래의 루크로부터 10년 후의 런던과 레이튼에 관한 놀라운 진실을 듣게 되는데, 10년 후의 런던은 수상의 실종 이후 대혼란에 빠진 틈을 타 패밀리의 지배에 놓였으며, 그 혼란의 런던을 지배한 것은 바로 미래의 레이튼이었다. 그는 스턴건 박사의 연구에 관심을 갖고 타임머신을 제작하기 시작했으며, 자금을 마련하기 위해 범죄조직 사람들과 자주 만나고 카지노를 경영하며 돈을 모으고 있었다. 미래의 루크는 미래의 레이튼이 완전한 타임머신을 만드는 것을 막기 위해 과거의 레이튼을 불러 막게 한 것이었다. 진실을 들은 레이튼은 미래의 나와 만나고 싶다면서 그의 제안을 수락한다. 플라트스톤으로 돌아가던 도중 보스토로에게 들켜 패밀리에게 잡힐 위기에 놓이지만, 배팅 기계를 개조해서 코인 총을 만들어 패밀리를 물리치고 카지노를 탈출한다.

### 제 3장: 수수께끼같이 복잡한 미래
- 카지노를 탈출한 레이튼 일행. 레이튼 일행은 아케이드에 있는 봇치를 만나기로 한다. 봇치는 미래의 레이튼이 차이나타운에 있는 육각탑에서 현재의 과학자들을 납치해 타임머신을 만들고 있다고 말한다. 하지만 차이나타운 입구에는 패밀리의 조직원이 들어갈 수 없도록 막고 있는 상태. 레이튼은 조직원을 보고 체르미 경감과 바튼을 떠올리며 의심을 가진다. 레이튼은 며칠 전 있었던 타임머신 발표회를 상기시키며 그 자리에는 주로 상류층 인사들과 보도관계자들이 있었는데 가난한 학자인 나(레이튼)와 체르미 경감은 그 자리에 어울리지 않는다며 의구심을 가지고 현재의 체르미 경감과 이야기하고 싶어한다. 이때 청년 루크가 현재의 체르미 경감을 만날 수 있다며 상황이 바뀌어 미드렌트 대로의 시계점으로 향하자고 한다.

### 제 4장: 다시 현대로
- 다시 미드렌트 대로의 시계점으로 돌아온 레이튼 일행. 시계점에서 쟈크는 타임터널의 유래와 청년 루크의 계획을 설명한다. 설명을 다 들은 레이튼은 청년 루크로부터 미래의 런던으로 다시 돌아오겠다는 다짐을 한다. 다시 현대로 돌아온 레이튼 일행은 예비조사로 그레센헬러 대학의 레이튼의 연구실로 간다. 대학으로 가는 버스 안에서 레이튼과 루크는 자신들이 조사하는 목적을 정리하며, 왜 쉽게 현재의 런던으로 돌아올 수 있었는지에 대해 의구심을 가진다.

### 제 5장: 잊혀진 사건
- 연구실에 도착한 레이튼 일행. 그곳에서 플로라를 만나 다음번 조사에는 반드시 끼워주겠다는 약속을 했으나, 레이튼은 플로라를 위험한 곳에 데리고 갈 수 없다며 노트를 찾고 몰래 가 버린다. 레이튼은 스코틀랜드 야드로 가는 버스 안에서 루크에게 '다차원 물리연구소 폭발 사고'에 대해서 설명하고, 그 사건과 이번 타임머신 폭발과 관계가 있을 것이라고 한다. 스코틀랜드 야드로 도착한 레이튼 일행은 체르미 경감을 만난다. 체르미 경감은 빌 호크 수상과 스턴건 박사, 그리고 그 조수를 합쳐 8명이 흔적도 없이 사라졌다며 그 당시 상황에 대해 이야기해달라고 한다. 레이튼은 수상이 살아 있을 것 같다며 그 전에 '다차원 물리연구소 폭발 사고'에 관한 경찰 조사자료를 보여 달라고 한다. 체르미는 수상의 위치를 알려주는 대가로 '다차원 물리연구소 폭발 사고'의 조사자료를 보여준다. 자료를 다 보고 확신을 가진 레이튼은 수상이 10년 후의 미래에 있다고 주장했으나 체르미는 이해하지 못하고 런던 경찰을 조롱하러 왔느냐고 묻는다. 레이튼은 오늘 이야기 할 수 있는 것은 여기까지라며 경찰서를 나와 미트렌드 대로로 돌아온다.

### 제 6장: 여행은 동반자?
- 다시 시계점으로 돌아온 레이튼과 루크. 하지만 그 뒤를 체르미 경감과 바튼이 밟아 합류하게 되고, 자신을 버리고 떠난 것에 분개한 플로라까지 따라온다. 10년 후의 미래로 도착 한 후 체르미 경감과 바튼은 독자적으로 수상의 행방에 대해 수사하고, 레이튼 일행은 봇치를 만나 청년 루크의 행방을 알아보기로 한다. 잠깐 호텔에 들러 플로라에게 10년 후의 런던의 상황을 설명하고, 봇치에게서 전망공원의 전망탑으로 오라는 청년 루크의 전언을 듣는다. 청년 루크와 만난 레이튼 일행은 차이나타운 앞에 있는 패밀리의 조직원들을 처리하기 위해 보스토르의 '썩 꺼져'의 말버릇을 녹음하기로 하고 카지노로 간다.

### 제 7장: 아시안 스트리트
- 카지노에 도착한 레이튼 일행은 앵무새를 통해 보스토로의 목소리를 녹음하고 차이나타운 앞에 있는 패밀리의 조직원에게 틀어 경비를 무력화시키고 차이나타운에 들어간다. 하지만 미래의 레이튼은 육각탑에 없었고 레이튼 일행은 차이나타운의 사람들에게 그의 행방에 대해 묻는다. 루돌프로부터 육각탑의 주인이 템즈 강변의 술집 '바 루스'에 종종 간다는 정보를 듣고 '바 루스'로 향한다.

### 제 8장: 강변에서의 만남
- '바 루스'에 도착한 레이튼 일행. 하지만 바텐더로부터 육각탑의 주인은 다시 육각탑으로 돌아갔다는 정보를 듣게되고, 다시 육각탑으로 돌아간다.

### 제 9장: 육각탑의 주인
- 다시 육각탑으로 향한 레이튼 일행. 육각탑으로 들어가는 과정에서 잠깐 레이튼이 사라졌지만 조금 뒤 다시 돌아왔다. 일행은 육각탑에 있는 수수께끼를 풀면서 꼭대기 층까지 오고, 마침내 미래의 레이튼과 마주친다. 하지만 레이튼은 미래의 레이튼이 자신이 아니라고 하고, 루크에게 낸 수수께끼를 미래의 레이튼이 기억하지 못하는 것으로 입증한다. 미래의 레이튼은 자신의 정체를 밝히는데, 그 정체는 디미트리 앨런. '다차원 물리연구소 폭발 사고'때 타임머신을 연구하던 과학자 중 한명이었다. 그는 클레어를 되살리기 위해서 타임머신을 제작하던 중이었고, 레이튼을 끌어들인 이유는 10년 전 그 시간으로 가기 위해선 그 시간에 대한 정보가 필요했기 때문이었다.(레이튼이 육각탑 진입 도중에 썼던 투시 안경은 기억 복사 장치였다.) 디미트리는 빌 호크를 보여주며 레이튼 일행을 위협하고, 쇠창살로 레이튼 일행을 감금한다. 그때 바깥에서 또다른 레이튼이 나타난다. 사실 육각탑 진입 후부터 함께했던 레이튼은 돈 파올로였고, 진짜 레이튼은 돈 파올로를 추궁한 후 조사를 한 다음 온 것이었다. 레이튼은 쇠창살을 해제하여 일행을 구하고, 디미트리에게 육각탑의 장치에 농간을 부려 부하들이 오지 못한다고 말한다. 디미트리는 레이튼에게 1승을 양보하고 빌 호크와 함께 탈출한다. 레이튼 일행 또한 거짓말로 시간을 번 것 뿐이었기에, 비상통로를 이용해 두 패(레이튼, 루크, 돈 파올로/청년 루크, 플로라)로 나눠 호텔에서 만나기로 하고 탈출한다.

### 제 10장: 템스를 건너서
- 육각탑을 탈출한 레이튼 일행. 잠시 볼일이 있어 떠난 돈 파올로를 제외한 일행은 합류장소인 호텔로 향한다. 호텔에 도착하자 레이튼은 육각탑 외에도 연구시설이 있는 것 같다며 템즈 강 을 건너고자 한다. 호텔에 들어와서 플로라를 만났지만, 청년 루크는 볼일이 있어 떠난 상태. 레이튼 일행은 템즈 강을 건너기로 하지만 루크가 실종된다. 루크는 동상 앞에서 레이튼에게 자신이 미국으로 이민을 간다는 사실을 밝힌다. 레이튼은 멀리 떠나도 우정은 변하지 않는다며 루크를 달래고, 세가르 씨를 만나 템즈 강을 건너는 지하터널의 위치를 알아낸다. 레이튼 일행은 지하터널을 이용해 템즈 강을 건넌다.

### 제 11장: 타임머신 연구소
- 템스를 건너 타임머신 연구소로 잠입한 레이튼일행. 레이튼은 타임머신 연구소에 전차나 미사일 등 병기가 있다는 것에 의구심을 가진다. 연구소 침입도중 패밀리에 들켜 위기에 빠지나 어떤 여성이 도와준다. 그 여성은 사리아스 폴리. 클레어 폴리의 동생으로 '다차원 물리연구소 폭발 사고'의 진상을 알기 위해 레이튼을 미행하고 있었다. 다시 패밀리에 위치를 들키고 레이튼일행은 두 패로 나눠 타임머신 연구소를 탈출한다.

### 제 12장: 밝혀지는 진실
- 타임머신 연구소에서 탈출해 다시 강변으로 돌아온 레이튼일행. 레이튼은 사리아스가 말한 암호가 강변 술집 '바 루스'를 뜻하는 것을 알아채고 그곳으로 향한다. 레이튼은 그곳에서 바텐더가 아란 디미트리임을 알아챈다. 디미트리는 레이튼과 수수께끼 대결을 펼치지만 패배하고 자신이 타임머신을 만든 이유(클레어를 되살리는 것)을 말해준다. 레이튼은 클레어는 이미 죽었다고 말하고, 그런 그를 이용한 자가 있다고 말하고 청년 루크를 지목한다. 사실 10년 후의 런던은 가짜(지하도시)였고 청년 루크의 정체는 '다차원 물리연구소 폭발 사고'에서 고아가 된 크라우스 알바트로였다. 그는 알바트로가에 입양된 후 거액의 유산을 상속받은 후 기자로 아르바이트를 하며 사건의 전말을 알게 된다. 이후 디미트리에 접근, 타임머신을 만들기로 하고 과학자들이 자발적으로 타임머신을 만들게 하기 위해 납치 후 지하도시로 끌고와 10년 후의 세계로 속인 것이었다. 하지만 크라우스의 계획은 거기서 끝이 아니었다. 그는 타임머신을 만들 과학자들을 축소해 거대 이동요새를 만들었다. 크라우스는 아직도 진실을 모르는 디미트리를 비웃으며 플로라를 납치, 템즈 강 중앙에 있는 등대로 가서 이동요새 기믹 타워를 작동시킨다.

### 제 13장: 광기의 요새
- 기믹 타워를 발동시킨 크라우스. 레이튼 교수와 루크는 납치당한 플로라를 구하기 위해 레이튼모빌로 기믹 타워 내부로 침입한다. 천신만고 끝에 플로라를 구출하고 크라우스와 대면하나 크라우스는 조종실로 도망가고 기믹 타워를 지상으로 올려보내 런던을 파괴한다. 레이튼일행이 곤란해할 때 사리아스가 나타나 자신에게 생각이 있다며 동력실을 찾는다. 동력실로 향한 레이튼일행은 동력구 안에 붙잡혀있는 호크 수상을 발견한다. 하지만 호크 수상을 구출하면 기믹 타워가 폭발해 버리기에 사리아스의 시계를 이용, 호크 수상과 바꿔치기한다.

### 종장: 최후의 시간여행
- 빌 호크를 구출하는데 성공한 레이튼 일행. 하지만 10분 후에 시계가 멈춰버리면서 기믹 타워는 터져버릴 것이다. 레이튼은 요새의 동력을 역회전시켜 기믹 타워를 붕괴시키지만, 그 때문에 비행 기계가 있는 공중갑판으로 갈 수 없게 되어버렸다. 레이튼 일행은 레이튼모빌을 이용해 탈출하려고 하나, 요새의 붕괴로 인해 중간에 길이 끊겨 추락한다. 하지만 돈 파올로가 모빌을 개조해 놓은 덕분에 날아서 탈출에 성공한다. 한편 크라우스는 요새가 붕괴하는 것과 자신의 계획이 실패하는 것에 절망한다. 사리아스는 크라우스가 마음에 걸려서 다시 기믹 타워로 돌아가고, 레이튼은 일행은 땅에 내려준 뒤 다시 기믹 타워로 올라가 사리아스와 크라우스를 구출한다. 자신의 구멍으로 다시 빠진 기믹타워는 10분에 되자 폭발하며 지하도시를 파괴한다. 지상으로 돌아온 레이튼은 크라우스가 경찰에 연행되는 것을 보며 그가 10년 전 자신이 말린 소년이란 것을 깨닫는다. 빌 호크는 크라우스를 보고 역겨운 범죄자라 하며 경멸하고, 체르미는 그런 빌 호크에게 '큰 죄를 범한 자만큼 그 죄의 크기를 이해하지 못한다.'며 그를 조롱한다. 이때 디미트리가 레이튼의 추리 중에 하나가 틀렸다는 것을 지적한다. 사실 클레어한테는 동생이 없었고, 사리아스는 '다차원 물리연구소 폭발 사고'때 10년 후로 날아온 클레어 본인이었다. 하지만 그 때의 타임머신은 불완전했기에 클레어의 몸은 폭발이 일어난 시간대로 돌아가려 하고 있었고, 디미트리는 그것을 막기 위해 완전한 타임머신을 제작한다. 하지만 클레어는 자신이 희생되지 않으면 다른 사람이 희생된다며 말리려 했지만 디미트리는 말을 듣지 않았고, 그래서 레이튼에게 접근하여 디미트리의 음모를 막은 것이었다. 디미트리는 우리는 계속 죄를 범한 것 같다면서 타임머신은 자신의 손으로 처분하겠다고 한다. 클레어는 레이튼과 최후의 작별 인사를 하며 10년 전의 시간으로 돌아가고, 레이튼은 남몰래 눈물을 흘리다가 내리는 눈을 보며 모자를 벗는다. 엔딩 크레딧이 올라간 후, 레이튼은 이민가는 루크와 작별인사를 나누고, 몇 달 뒤 루크가 자신의 주변에 이상한 일이 일어났다면서 보낸 편지를 받는다.

## 평가
| 통합 점수          | 통합 점수 |
| 통합사             | 점수      |
| ------------------ | --------- |
| 메타크리틱         | 86/100    |
| 평론 점수          |           |
| 평론사             | 점수      |
| 1UP.com            | A-        |
| 어드벤처 게이머즈  | [ 2 ]     |
| 디스트럭토이드     | 9/10      |
| 에지               | 7/10      |
| 유로게이머         | 9/10      |
| 패미츠             | 33/40     |
| 게임 인포머        | 8.25/10   |
| 게임 레볼루션      | B+        |
| 게임프로           | [ 9 ]     |
| 게임스팟           | 8.5/10    |
| 게임스레이더+      | [ 11 ]    |
| 게임트레일러스     | 8.6/10    |
| 게임존             | 8.5/10    |
| IGN                | 8.5/10    |
| Joystiq            | [ 16 ]    |
| 닌텐도 라이프      | 9/10      |
| 닌텐도 파워        | 9/10      |
| 닌텐도 월드 리포트 | 9/10      |
| ONM                | 93%       |
| The Escapist       | [ 20 ]    |
| The Guardian       | [ 21 ]    |

| 수상           | 수상                                         |
| 평론사         | 수상                                         |
| -------------- | -------------------------------------------- |
| Nintendo Power | Best Puzzle Game, Finish Strong Award (2010) |
| 1UP.com        | Best Puzzle Game (2010)                      |